# Goniurosaurus kadoorieorum
Goniurosaurus kadoorieorum – gatunek jaszczurki z rodziny eublefarów (Eublepharidae).

## Systematyka
Takson ten po raz pierwszy zgodnie z zasadami nazewnictwa binominalnego opisali w 2015 roku chiński przyrodnicy Yang Jianhuan i Chan Bosco Pui-Lok w pracy Two new species of the genus Goniurosaurus (Squamata: Sauria: Eublepharidae) from southern China, nadając mu nazwę Goniurosaurus kadoorieorum. Jako miejsce typowe podali Region Autonomiczny Kuangsi-Czuang (Guangxi Zhuang Autonomous Region) w Chinach. Holotyp KFBG 14032 to dorosły samiec, odłowiony 18 maja 2014 roku przez Yanga. Analizy filogenetyczne wykazały, że wszystkie gatunki z rodzaju Goniurosaurus wyewoluowały od jednego przodka około 45,3 mln lat temu i można je podzielić na cztery grupy gatunków. Goniurosaurus kadoorieorum należy do grupy, do której należą: Goniurosaurus liboensis, Goniurosaurus kwangsiensis, Goniurosaurus huuliensis, Goniurosaurus catbaensis, Goniurosaurus gezhi, Goniurosaurus araneus oraz Goniurosaurus luii. Nie wyróżnia się podgatunków.

### Etymologia
- Goniurosaurus (Gonyurosaurus, Gouiurosaurus): gr. γωνια gōnia ‘kąt, róg’[5]; ουρα oura ‘ogon’[6]; σαυρος sauros ‘jaszczurka’[7].
- kadoorieorum – nazwa pochodzi od braci Kadoorie, sir Horace’a i Lorda Lawrence’a z Hongkongu, założycieli Kadoorie Farm and Botanic Garden, którzy wspierali badania nad bioróżnorodnością i jej ochronę w regionie Kuangsi[3].

## Morfologia
Jest to niewielki gekon dorastający do niecałych 120 mm SVL. Głowa w kształcie rombu z kilkunastoma czarnymi owalnymi plamami i czarnym paskiem okalającym jej tylną część, po którym widoczny jest jasny biały pasek przechodzący w kolejny czarny na górnej części szyi. Spód ciała jasny – szarobiały, na dolnej szczęce na tarczce bródkowej, czarna pojedyncza plamka. Tułów smukły w naprzemienne czarne i białawe pasy w poprzek tułowia, na których (co drugą) występują czarne plamki. Ogon dość gruby w czarno-białe nieregularne pasy. Tęczówki krwistoczerwone lub pomarańczowoczerwone u osobników młodocianych i wyraźnie oliwkowozielone u osobników dorosłych, czym zdecydowanie różni się od innych dorosłych przedstawicieli rodzaju Goniurosaurus, którzy mają tęczówki w kolorze kości słoniowej, żółtej, pomarańczowej lub krwistoczerwonej. Powiększone guzki nadoczodołowe, 8 lub 9 łusek otaczających nozdrza, od 124 do 132 rzędów łusek na tułowiu. Pazury osłonięte czterema łuskami.

## Zasięg występowania
Goniurosaurus kadoorieorum występuje endemicznie w Chinach. Znany jest tylko z jednej lokalizacji w Regionie Autonomicznym Kuangsi-Czuang.

## Środowisko
Goniurosaurus kadoorieorum jest znany tylko z jednej z krasowych jaskiń. Występuje w środowisku skał wapiennych.

## Status zagrożenia
W Czerwonej księdze gatunków zagrożonych IUCN Goniurosaurus kadoorieorum jest klasyfikowany jako gatunek zagrożony (EN, ang. Endangered). Gatunek znany jest z jednej lokalizacji. Liczebność populacji nie jest znana. Trend liczebności populacji jest uznawany za lekko spadkowy z powodu zmniejszania się jego naturalnego habitatu. Gatunek jest opisywany jako niepospolity.